# Bahnumfahrung Bellinzona

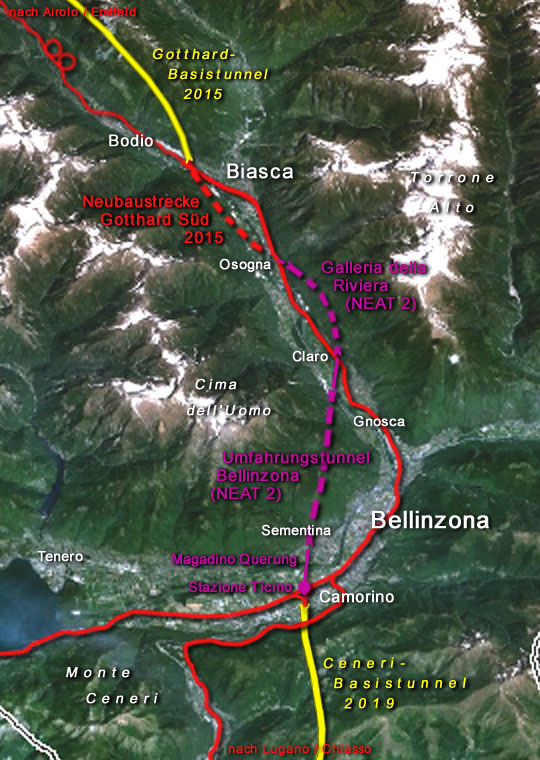
Die Bahnumfahrung Bellinzona ist Teil der geplanten Neubaustrecke zwischen Biasca und Camorino

Die Bahnumfahrung Bellinzona (im Tessin auch Galleria Gnosca-Sementina genannt) ist ein Eisenbahntunnel-Projekt im Kanton Tessin in der Schweiz, welches Bestandteil des zweiten Teils des Grossprojekts Neue Eisenbahn-Alpentransversale NEAT ist und zwischen Gnosca und Sementina die östlichen Ausläufer des Cima dell’Uomo bei Bellinzona  unterquert.
Das Projekt sieht einen rund sechs Kilometer langen Tunnel vor, welcher Teil einer neuen Hochgeschwindigkeitsstrecke zwischen dem Südportal des Gotthard-Basistunnels und dem Nordportal des Ceneri-Basistunnels ist. Beim Südportal der Bahnumfahrung Bellinzona bei Sementina wird die neue Bahnlinie die Magadino-Ebene durchqueren und direkt in den Ceneri-Basistunnel führen, die sogenannte Magadino-Querung oder dort auch Attraversamento Piano di Magadino genannt. Wo sich die neue Linie mit der alten kreuzt, entsteht der Camorino-Knoten mit einem möglichen zukünftigen Bahnhof Ticino Sud.
Im Norden wird der Tunnel ergänzt durch den ebenfalls noch zu bauenden Tunnel Galleria della Riviera und die etwa sieben Kilometer lange, offen trassierte Umfahrung Biasca. Eine Realisierung ist nicht vor 2030 geplant.